# نادي الزمالك لكرة الطائرة
نادي الزمالك لكرة الطائرة هو نادي كرة طائرة مصري مقره القاهرة. وهو أحد أقسام نادي الزمالك، تأسس عام 1952. ويلعب في الدوري المصري للكرة الطائرة.

## فريق الكرة الطائرة
وفي مطلع عام 1959م قام اللاعب محمود الفرنواني بالانتقال لفريق نادي الزمالك، وقام بإعداد فرق عديدة، واضعا بدايه للعبه في نادي الزمالك و يعتبر هو الأب المؤسس .
وتمكن نادي الزمالك من الفوز بأول بطولة للجمهورية، ومن ذلك الوقت أخذت شعبية كرة الطائرة في الظهور وتزايد حب الجمهور لها.
وكان من أفضل اللاعبين في هذا الوقت والمنضمين لنادي الزمالك اللاعب نبيل قطب لاعب نادي الشرطة السابق والذي يعتبر أحد الاساطير للعبه بالزمالك، واللاعب بهاء عبدالودود، واللاعب عصام الوشاحي، واللاعب محمد أبو الدهب، واللاعب هاني عبدالودود. و بدأ ظهور الجيل الثاني منذ نهايه الستينات ف مع انضمام كابتن احمد الجيزي و الكابتن سيد شحاته و صعود الاسطوره الشاب عزمي مجاهد الي فريق الشباب بدأ الفريق يستحوذ علي كل شئ و في عام ١٩٧٠ تنضم أساطير الطائره حسن محرم و متولي و ايهاب المقاول و يصعد الشبان عادل محمد علي و طارق عبد الحكم و ينضم الشاب جابر عبد العاطي و مع لاعبين آخرين منهم الراحل سامي مبارز و محسن ابو شادي يتكون الفريق الذهبي للكره الطائره بالزمالك و الذي يقال إنه لم يهزم قط.
و يأتي الجيل الثالث في نهايه السبعينات و بدايه التمانينات بعد اعتزال غالبيه ذلك الجيل لكن كان هناك جيل اخر موجود بقياده الاسطوره جابر عبد العاطي ف عادل سالم و عصام زكريا و احمد مصطفي و عادل مغاوري و عصام معوض و عبدالحميد الوسيمي و احمد معتز و ايمن العايدي و احمد العسقلاني و علاء فهمي و صابر عبد الجليل . و مع نهايه عقد الثمانينات ظهر الجيل الرابع و مع استمرار احمد مصطفي كقائد للفريق كان هناك عماد نصر و احمد عبدالدايم و عبدالمعطي منصور و محمد فتحي و رغم عدم وجود لاعبون من الطراز الأول إلا أنهم حققوا كأس مصر للمره الاولي عام ١٩٨٩.
مع منتصف التسعينات يظهر جيل من الشباب الذي يعتبر الجيل الخامس للكره الطائره نهاد شحاته ، اشرف رشاد ،محمودعبدالعزيز ، اشرف ابو الحسن ، محمد علي ، فرج الوكيل ، محمود حسونه ، احمد كمال صاحب السجل الحافل بالبطولات مع الفريق و هزم هذا الجيل الشاب الاهلي في بطولتيين دوري متتاليتين لن ينسوا في التاريخ... و مع الوقت ظهر الجيل السادس بشابين حفروا اسمائهم بالذهب صالح فتحي و محمد عبد المنعم و تبعهم احمد يوسف و محمد علي و علي حسين و رضا هيكل 
و من عام ٢٠١٠ عانت طائره الزمالك من ظهور جيل من أبناء النادي الشبان و عناصر تريد أن تلعب للزمالك لرفع علمه فوق كل المحافل .
الي أن ظهر الجيل الحالي و اصبح معه رضا هيكل أحد الاساطير و معه من أبناء قطاع الناشئين من الزمالك( احمد فتحي،اشرف لقاني ، عمرو زمر، محمد مجدي ، عبده الشحات ، يس احمد ،يس ابو الحسن ، احمد يوسف، دبشه ، رضا ) و محمد عادل افضل حائط صد في مصر حاليا و غيرهم .و هو أول جيل يفوز بالدوري و الكأس مرتين متتاليتين ... و نهاية عند ذكر الكره الطائره في نادي الزمالك يجب ذكر أبرز اللاعبين  محمود الفرنواني ، سيد شحاته ، نور زكي ، عزمي مجاهد ، جابر عبدالعاطي ،احمد مصطفي ، اشرف ابو الحسن ، صالح فتحي، محمد عبدالمنعم و رضا هيكل .

### الفريق الأول رجال
المدربين
اشرف ابو الحسن 
احمد عاشور 
شريف الشمرلي 
اشرف رشاد
حسن الحصري 
شريف سويلم
نهاد شحاته
احمد مصطفي
حسام عبد العزيز
محمد اللقاني
عبدالمعطي منصور
جابر عبد العاطي أبوزيد
عزمي مجاهد
احمد الجمال
د الجمال

#### البطولات
| الدوري المصري لكرة الطائرة البطل                  | 28 | 1958/59 , 1959/60 , 1961/62 , 1962/63 , 1963/64 , 1964/65 , 1965/66 , 1968/69 , 1970/71 , 1971/72 , 1972/73 ,1973/74, 1985/86 ,1978/79 ,1974/75 , 1987/88 , 1988/89 , 1990/91 , 1991/92 , 1992/93 , 1996/97 , 1997/98 , 2000/01 , 2004/05 , ,2014/15,2007/08 2021/22 2023/22 , |
| البطولات المحلية                                  |    | |
| كأس مصر للكرة الطائرة البطل                       | 8  | 1989, 1994, 2000 , 2009 , 2016 , ,2022, 2021 , 2023 |
| كأس السوبر المصري للكرة الطائرة البطل             | 1  | 2002 |
| دورى القاهرة للكرة الطائرة البطل                  | 7  | 1957، 1958، 1959، 1960، 1961، 1962، 1963 |
| البطولات الأفريقية                                |    | |
| دوري أبطال أفريقيا للكرة الطائرة البطل            | 5  | 1984 , 1987 , 2008 , 2009 , 2012 |
| كأس الاتحاد الأفريقى للكرة الطائرة البطل          | 1  | 2006 |
| البطولات العربية                                  |    | |
| البطولة العربية لأبطال الدورى للكرة الطائرة البطل | 3  | 1986، 1993 2025 |

| عدد البطولات | 52 |
| ------------ | -- |

#### تشكيلة اللاعبين الحالية بالفريق
التشكيلة التالية هي تشكيلة الفريق المشاركة في البطولة الأفريقية في بطولات الاتحادات لموسم ٢٠٢٣/٢٠٢٤

ملاحظة: تشير الأعلام إلى المنتخب بحسب قواعد الأهلية المعتمدة من قبل الفيفا؛ تنطبق بعض الاستثناءات المحدودة. وقد يحمل اللاعبون أكثر من جنسية لا تعترف بها الفيفا.
| الرقم | البلد | المركز | اللاعب          |
| ----- | ----- | ------ | --------------- |
|       | مصر   |        | رضا هيكل        |
|       | مصر   |        | عمرو الزمر      |
|       | مصر   |        | احمد يوسف عفيفي |
|       | مصر   |        | محمد عادل       |
|       | مصر   |        | محمد مجدي       |
|       | مصر   |        | عبده الشحات     |
|       | مصر   |        | مروان الصافي    |
|       | مصر   |        | محمد رضا        |

| الرقم | البلد | المركز | اللاعب          |
| ----- | ----- | ------ | --------------- |
|       | مصر   |        | اشرف اللقاني    |
|       | مصر   |        | يوسف اسامه      |
|       | مصر   |        | ياسين ابو الحسن |
|       | مصر   |        | محمد المهدي     |
|       | مصر   |        | ابراهيم ميمي    |
|       | مصر   |        | اياد ثابت       |
|       | مصر   |        | شريف احمد       |

| المنصب             | الاسم          |
| ------------------ | -------------- |
| المدربمحمد علي     | اشرف ابو الحسن |
| مساعد المدير الفني | محمد عبدالمنعم |

### الفريق الأول نساء

#### البطولات الموثقة حتي الأن مع احتماليه الزياده
الدوري العام (4) مرات
عام 78- 79 و 80-81 و 81-82 و 82-83
- موسم ١٩٧٨/٧٩ و هى اول بطولة للدورى ينظمها الأتحاد المصرى للكرة الطائرة بعد الفوز على الأهلى في المباراة الختامية 3/1
٢ - موسم ١٩٧٩/٨٠ بعد الفوز على سبورتنج في المباراة الختامية 3/0
٣ - موسم ١٩٨٠/٨١ بعد الفوز على سبورتنج في المباراة النهائية 3/2
٤ - موسم ١٩٨٢/٨٣ بعد الفوز على الأهلى في المباراة الختامية 3/1
كأس مصر للكرة الطائرة سيدات (6) مرات
عام 77-78 و 78- 79 و 80-81 و 81-82 و 82-83 و 2022-2023
١ - موسم ١٩٧٧/٧٨ و كان اسمها كاس الوفاء و الأمل و فاز بها الزمالك بعد الفوز على الأهلى بنتيجة 3/1.
٢ - موسم ١٩٧٨/٧٩ بعد الفوز على الأهلى في المباراة النهائية بنتيجة 3/1
٣ - موسم ١٩٧٩/٨٠ بعد الفوز على سبورتنج
٤ - موسم ٢٠٢٢/٢٣ بعد الفوز بالسلسلة النهائية للبطولة ٢/٠ على الأهلى
و بطوله افريقيا موسم ٢٠٢٢/٢٠٢٣ ، ٢٠٢٣/٢٠٢٤ و هي البطوله الاروع لهذا الفريق لأنها كانت من ملعب النادي الاهلي بعد الفوز عليه في مباراه ماراثونية ٣-٢ 
* الزمالك كان الفريق محتكر البطولات في الفترة من ٧٨ إلى ٨٣ لذا فالزمالك بطولاته اكثر من هذا العدد

#### تشكيلة اللاعبين الحالية بالفريق
- ياسمين نوح ©
- نورا ايهاب
- سابين حسن
- أيسل محمد
- مريم مصطفي
- مريم متولي
- مايا ممدوح
- دانا شوقي
- فريدة العسقلاني
- فريدة هشام
- مريم ممدوح
- داليا المرشدي
- هنا المصري
- ندي مرجان
- نوران أحمد
- روان خالد
- مريم عمر
- ميلكا